# Gauchito (mascota)
Gauchito, cuyo nombre original fue Mundialito, fue la mascota de la Copa Mundial de Fútbol de 1978. Era un niño futbolista, con algunos componentes del atuendo del estereotipo del gaucho, como el sombrero, el pañuelo al cuello y la rastra, además de sostener un talero en su mano. Lucía también la camiseta de Argentina, medias con los mismos colores (celeste y blanco) y zapatos de fútbol.

## Historia
A fines de 1972 la Asociación del Fútbol Argentino declaró el segundo concurso nacional para elegir el emblema y mascota de la Copa Mundial de Fútbol de 1978, luego de un primer llamado desierto por falta de ingenio y incapacidad, el dibujante Hugo Casaglia decidió participar en el segundo concurso, creando a Mundialito, en ese entonces, bajo el seudónimo «Muralito».
El 12 de diciembre de 1972, los integrantes del jurado de los 488 participantes del concurso nacional, luego de tres reuniones resolvieron adjudicar los premios de la mascota, Gauchito quedó en el tercer puesto, detrás de un ñandú con la camiseta de Argentina y otro gaucho con un poncho y un diseño más abstracto y simple.
El 21 de febrero de 1973, se llevó a cabo la entrega de premios en el Hotel Sheraton del barrio de Retiro, contó con la presencia de Stanley Rous, presidente de la FIFA en ese entonces, y Teófilo Salinas Fuller, presidente de la CSF.

Esa noche en su discurso, Stanley Rous hizo un comentario respecto a la mascota ganadora del primer premio, diciendo:
“Esperemos que para 1978 la mascota pueda sonreír”.
El diario Crónica de la época criticó la mascota del primer premio, alegando que no representaba la imagen que un país debía dar al mundo, además de denunciar plagio del ñandú, ganador del segundo premio, sobre un trabajo presentado en oportunidad del primer llamado a concurso.
Cinco años pasaron y durante ese lapso de tiempo la imagen de Gauchito pasó a manos de los estudios de Manuel García Ferré, en donde el jefe de arte Néstor Córdoba y Jorge de los Ríos definieron su imagen a la actual.
Fue presentado oficialmente al público en Buenos Aires el 12 de mayo de 1977 por el EAM78, quienes distribuyeron las fotografías de la mascota y el símbolo del torneo.
Si bien su nombre oficial fue Mundialito, sus características, inspiradas en los gauchos argentinos, ocasionó que la gente lo apodára Gauchito.
En 2022, con la presentación de La'eeb, la mascota oficial de la Copa Mundial de Fútbol de 2022, se volvió a ver a Gauchito luego de 44 años, al igual que las demás mascotas, también apareció en la ceremonia de apertura.

## Gabriel Nievas
Gabriel Nievas, oriundo de Mendoza, y con seis años, participaba en un grupo de baile de Las Heras, junto a sus compañeros, fue protagonista de un espectáculo realizado para recibir a la selección de fútbol de Países Bajos. Sin embargo, funcionarios del interventor militar de Mendoza, Jorge Sixto Fernández, notaron que Gabriel era idéntico a Gauchito y pidieron que interpretara a la mascota oficial del Mundial en el estadio Malvinas Argentinas durante la previa de los partidos
“Me dieron la ropa, la pelota oficial, todo el merchandising. Mi mamá dijo que ‘sí’ y, junto a otros chicos, pisamos el Malvinas”.
Fue en la tarde del 3 de junio de 1978, con el duelo de Países Bajos e Irán, cuando un teniente coronel lo pasó a buscar por su casa y lo llevó hasta el estadio ubicado en el parque General San Martín.
Ante la euforia de los mendocinos que vivían por primera vez un Mundial, Gabriel pisó el césped del recién estrenado Malvinas Argentinas. Con la clásica pelota blanca y negra bajo el brazo, el mendocino lució su poncho y su gorrito y fascinó a los espectadores. En consecuencia, Países Bajos-Irán pasó a un segundo plano, en los titulares de la época: había nacido el mito del “Gauchito del Mundial”.

Gabriel contó que le pidieron que le entregara la pelota a Jorge Rafael Videla, dictador y presidente de facto de Argentina, quien firmó el balón y se lo devolvió a Gabriel. Él todavía lo tiene en su casa, pero al verlo otra vez, le despierta cierta tristeza acerca de lo que sucedía detrás de esa distracción que simulaba ser el Mundial ‘78. En referencia al contexto sociopolítico de la época, Gabriel reflexionó que, debido a su corta edad, desconocía los hechos que el Mundial intentaba tapar.
"En aquellos años, como cualquier niño, no sabía qué estaba pasando. No se hablaba de política. Pero sí recuerdo a un pibe que bailaba conmigo al que le secuestraron sus papás. Por eso no me enorgullezco de esa foto con Videla",
Posteriormente, las reliquias de "Gauchito" quedaron almacenadas en la bitácora del armario de la mamá de Gabriel. Por cuatro décadas, ella cuidó del gorrito con la leyenda de "Argentina '78", del 'shortcito' oscuro y del icónico poncho celeste y blanco, junto a un álbum con imágenes y recortes periodísticos de la época.
Inevitablemente, el paso del tiempo confinó a "Gauchito" a un baúl de los recuerdos. Creció y luego se convirtió en farmacéutico, se casó y tuvo tres hijos.

## Coca-Cola
Coca-Cola se volvió patrocinador oficial de la Copa Mundial de Fútbol en 1978, por lo cual la imagen de la mascota fue muy usada en varias publicidades alrededor del mundo, en Argentina se lanzó un álbum de colección titulada "Bienvenidos al Mundial Argentina 78" donde se podía conseguir una figura de la mascota y se pegaba en el bloque de "Simbolos del torneo."
En Países Bajos se realizó un concurso con 10 premios principales, uno de ellos siendo un viaje gratis a Buenos Aires para ver la Final del Mundial, los demás premios consistían en efectivo y el concurso duró 10 semanas con un nuevo premio cada 14 días, al comprar una Coca-Cola, se destapaba y se debía encontrar a un Gauchito, cada uno tenía un número distinto aunque otros Gauchitos no contenían ningún número, había cuatro números para el juego, con las cuatro tapas conseguidas se constituía la siguiente parte del concurso, idear la frase más original posible en una burbuja de texto con la imagen de la mascota.

## Críticas
Gauchito fue objeto de críticas por parte de la prensa extranjera, debido a que mucha gente lo acusaron por su similitud a Juanito, mascota de la Copa Mundial de Fútbol de 1970 al ambos ser niños, con sombreros incluyendo el país y año del campeonato que representan y manteniendo la pelota con sus pies, aun así, fue muy bien recibido en el ámbito local, llegando a tener muñecos, cómics, útiles escolares y demás mercancía diversa de todo tipo.

## Boicot
Al igual que el logo del mundial, la imagen de la mascota fue tomada y alterada en varias pancartas para diversas protestas de diferentes activistas de Europa y Argentina, con el objetivo de boicotear el mundial en su totalidad debido al contexto político de la Argentina en ese entonces, que había sufrido un golpe de Estado hacia dos años antes del torneo en 1976 y pasó a ser gobernado por las Fuerzas Armadas, desplegando represión ilegal que incluía el asesinato, desaparición forzada y torturas de civiles.
Luego del Mundial, el rebenque que portaba Gauchito también fue criticado, alegandose que representaba un elemento violento similar al contexto en el que el mundial se llevó a cabo.